# MaK G 850 BB
A MaK G 850 BB négytengelyes dízel-hidraulikus tolatómozdony-sorozat, amelyet a Maschinenbau Kiel (MaK) gyártott 1966 és 1977 között, összesen 22 példányban. 19 példányt a luxemburgi ARBED acélipari vállalatnak gyártottak, ezek 2007-ben átkerültek a CFL Cargo állományába, ahol a CFL 300 sorozat típusjelölést kapták.

## Fejlesztés
A típusban a hidraulikus hajtóműtől az erőátvitelt kardántengelyek segítségével valósították meg, ami lehetővé tette a mozdonyok forgóvázas kialakítását.
A típus a MaK második generációs típusprogramjába tartozik. Az elnevezési sémában az első betű az erőátvitel típusát, az azt követő számok a névleges teljesítményt metrikus lóerőben kifejezve, míg az azt követő betűk a tengelyelrendezést fejezik ki

## Műszaki részletek
A mozdony kettő egyenlőtlen hosszúságú géptérrel rendelkezik, ezek között helyezkedik el a vezetőfülke. A hosszabb géptérben a motor és a hajtómű, míg a rövidebben a segédgépek vannak. A vezetőfülkében átlósan kettő vezetőállás van elhelyezve. Az egyetlen különbség a G 850 BB és a nagyobb teljesítményű G 1100 BB között a kisebb teljesítményű turbófeltöltő.
A típust a Voith kettő különböző hajtóművel lehetett rendelni; az egyik egy hagyományos hidraulikus hajtómű, míg a másik áramlásfordítós hidraulikus hajtómű. A Voith L 5r4 U2 típusú turbóhajtóművét a rendkívül gyakori irányváltásokhoz tervezték, és irányonként kettő-kettő nyomatékváltóval szereltek, melyeket hidrodinamikus hajtóműfékként lehet használni.
A teljesítményt a forgóvázak között elhelyezkedő hajtómű kimeneti tengelyéről kardántengelyeken és véghajtásokon keresztül továbbítják a forgóvázak belső kerékpárjaihoz, és ezekről az ellentengelyen keresztül egy további kardántengelyen keresztül a külső kerékpárok véghajtására. A mozdony szolgálati tömege a ballasztolástól függően 68–80 tonna, tüzelőanyag-tartályának kapacitása 3000 liter.
A mozdony alapfelszeretségébe tuskófékek tartoztak, de tárcsafékekkel is lehetett rendelni.

## Üzemeltetők
22 mozdonyból 19-et a luxemburgi ARBED acélipari vállalatnak (2006 óta az ArcelorMittal része) gyártottak, ahol nehéz terhelésű tolatási és áruátszállító-szolgálatban használták azokat. 2007. január 1-jén ezek a mozdonyok átkerültek az állami tulajdonú CFL Cargo állományába. Itt a 301–319 pálya- és a 98 82 0000 3xx-y L-CFLCA UIC-pályaszámokat kapták. A CFL Cargo 2017-ig három G 850 BB-t selejtezett.
Kettő mozdonyt az olasz Italsider acélvállalat megrendelésére gyártottak, e mozdonyok holléte nem ismert.
Egy példányt a Stahlwerke Röchling-Burbach is rendelt, melyet motorhiba miatt 2005-ben selejteztek.
| MaK G 850 BB-mozdonyok listája |             |                                  |                      | |
| Gyártási szám                  | Gyártás éve | Első üzemeltető                  | Legutóbbi üzemeltető | Megjegyzés |
| 800154                         | 1966        | ARBED „D 11“                     | CFL Cargo „301“      | UIC-pályaszáma: 98 82 0000 301-6 L-CFLCA                                                                                 |
| 800155                         | 1966        | ARBED „D 12“                     | CFL Cargo „302“      | |
| 800156                         | 1967        | ARBED „D 13“                     | CFL Cargo „303“      | A 2000-es években selejtezték                                                                                            |
| 800157                         | 1967        | ARBED „D 14“                     | CFL Cargo „304“      | |
| 800158                         | 1967        | ARBED „D 15“                     | CFL Cargo „305“      | |
| 800159                         | 1967        | ARBED „D 16“                     | CFL Cargo „306“      | |
| 800160                         | 1969        | ARBED „D 17“                     | CFL Cargo „307“      | |
| 800163                         | 1969        | ARBED „D 18“                     | CFL Cargo „308“      | |
| 800170                         | 1970        | ARBED „D 24“                     | CFL Cargo „314“      | Eredetileg a Stahlwerke Röchling-Burbach „12”-es pályaszámú mozdonyaként épült, azonban végül az ARBED vette át 1972-ben |
| 800172                         | 1971        | Stahlwerke Röchling-Burbach „13“ | Saarstahl „78“       | 2005-ben motorhiba miatt selejtezték                                                                                     |
| 800173                         | 1973        | ARBED „D 20“                     | CFL Cargo „310“      | |
| 800174                         | 1973        | ARBED „D 21“                     | CFL Cargo „311“      | |
| 800175                         | 1973        | ARBED „D 22“                     | CFL Cargo „312“      | UIC-pályaszáma: 98 82 0000 312-3 L-CFLCA                                                                                 |
| 800176                         | 1973        | ARBED „D 23“                     | CFL Cargo „313“      | |
| 800177                         | 1973        | ARBED „D 38“                     | CFL Cargo „315“      | |
| 800178                         | 1973        | Italsider                        | Italsider            | Holléte ismeretlen |
| 800182                         | 1972        | ARBED „D 19“                     | CFL Cargo „309“      | |
| 800183                         | 1973        | Italsider                        | Italsider            | Holléte ismeretlen |
| 800184                         | 1973        | ARBED „40“                       | CFL Cargo „316“      | 2017-ben selejtezték |
| 800185                         | 1973        | ARBED „41“                       | CFL Cargo „317“      | |
| 800188                         | 1977        | ARBED „5“                        | CFL Cargo „318“      | 2017-ben selejtezték |
| 800189                         | 1974        | ARBED „5“                        | CFL Cargo „319“      | UIC-pályaszáma: 92 82 0000 319-2 L-CFLCA                                                                                 |

## Fordítás
- Ez a szócikk részben vagy egészben  a   MaK G 850 BB című német Wikipédia-szócikk ezen változatának fordításán alapul.  Az eredeti cikk szerkesztőit annak laptörténete sorolja fel. Ez a jelzés csupán a megfogalmazás eredetét és a szerzői jogokat jelzi, nem szolgál a cikkben szereplő információk forrásmegjelöléseként.